# Knjige u 1667.
◄◄ | ◄ | 1664. | 1665. | 1666. | 1667.  | 1668. | 1669. | 1670. | ► | ►►
Arhitektura • Astronomija • Biologija • Glazba • Kazalište • Kemija • Kiparstvo • Knjige • Književnost • Kršćanstvo • Medicina • Politika • Pravo • Promet • Slikarstvo • Znanost
Knjige u 1667.

## Svijet
- Constantia Rhenana Lacus Moesii Olim, Hodie Acronii Et Potamici Metropolis, Sacra Et Profana - Constantiae Rhenanae Sacrae Et Profanae, Etc., Pars Pri, Gabriel Bucelinus. Izdavač: Gerlinus, Francofurti ad Moenum. Broj stranica: 96. Rijetka knjiga

## Vanjske poveznice
|  | Zajednički poslužitelj ima još gradiva o temi Knjige iz 1667. |